# Hiéroglyphe égyptien M42
Pour les articles homonymes, voir Fleur (homonymie).
La fleur, en hiéroglyphes égyptiens, est classifiée dans la  section M « Arbres et plantes » de la liste de Gardiner ; cet hiéroglyphe y est noté M42.

## Représentation
Il représente peut être une fleur stylisé. Il est translittéré wn.

## Utilisation
C'est un phonogramme bilitère de valeur wn.
| Z11 |

| Z11 |

régulièrement dans l'hiéroglyphique.

## Exemples de mots
| M42 · N26 | E1 · Z2 |

| M42 · N26 | E1 · Z2 |

| H | M42 · n | A17 |

| H | M42 · n | A17 |

| M42 | A2 |

| M42 | A2 |